# Atractus natans
Atractus natans este o specie de șerpi din genul Atractus, familia Colubridae, descrisă de Marinus S. Hoogmoed și Prudente în anul 2003. Conform Catalogue of Life specia Atractus natans nu are subspecii cunoscute.